# Югавараліт

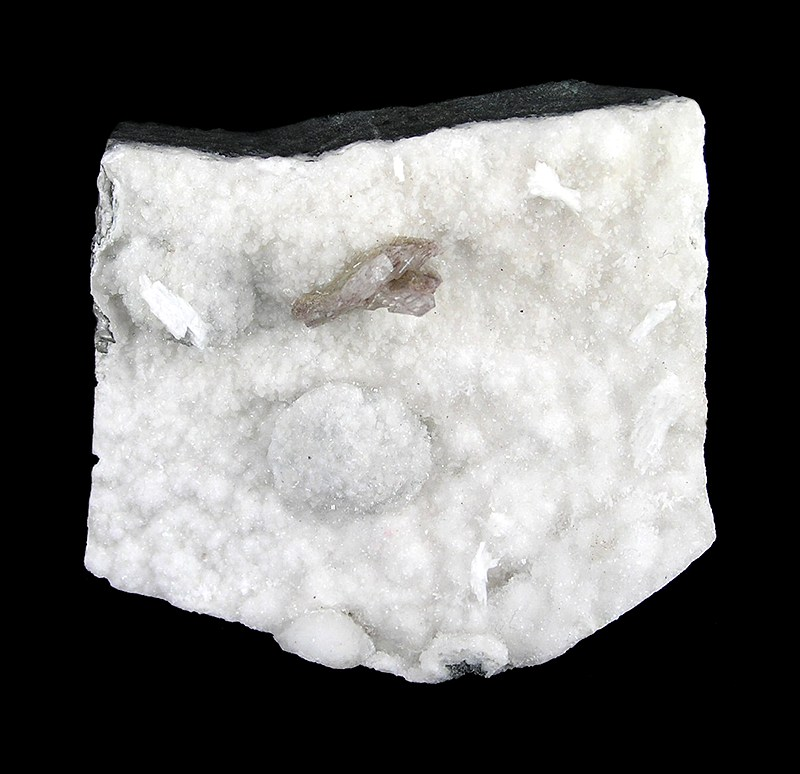
Югавараліт

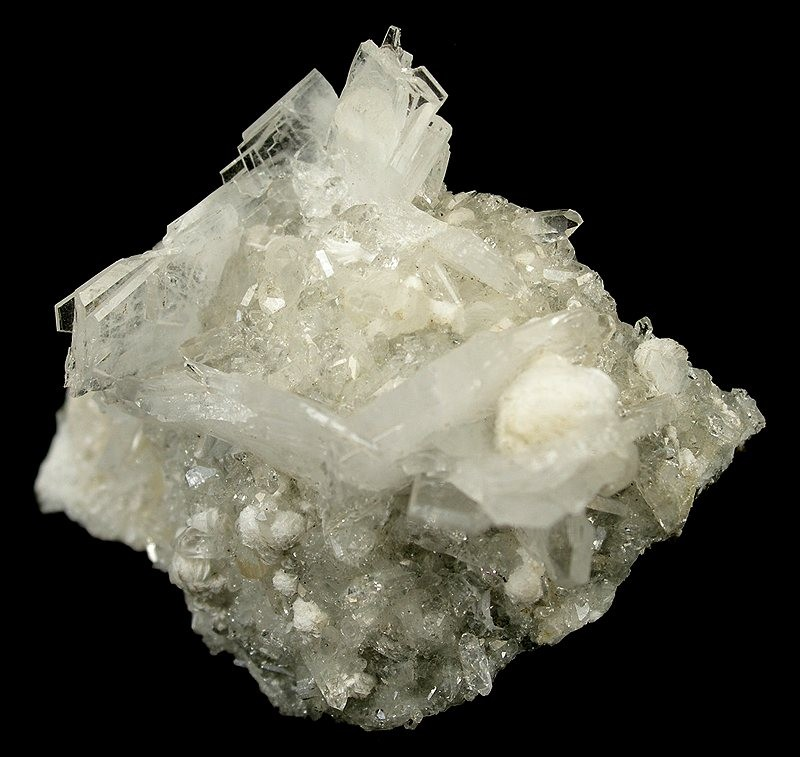
Югавараліт, гіроліт та кварц. Індія

Юґавараліт, югавараліт (рос. югаваралит; англ. yugawaralite; нім. Yugawaralith m) — мінерал, водний алюмосилікат кальцію каркасної будови, група цеолітів.
Назнано за місцем першознахідки — гарячі джерела Юґавара, префектура Канагава, Центр. Японія (K.Sakurai, A.Hayashi, 1952).

## Опис
Хімічна формула:
- 1. За Є. К. Лазаренком, К.Фреєм та «Fleischer's Glossary» (2004): Ca[Al2Si6O16]х4H2O.
- 2. За Г.Штрюбелем, З. Х. Ціммером: Ca[Al2Si5O14]х3H2O. Невелика частина Са може заміщатися на Na.

Склад у % (Японія): CaO — 9,79; Al2O3 — 17,65; SiO2 — 57,94; H2O — 21,50. Домішки: MgO, K2O, Na2O, Fe2O3.
Сингонія моноклінна. Форми виділення: таблитчасті кристали. Спайність по (010) недосконала. Густина 2,2. Тв. 4,5-5,0. Безбарвний, білий, брудно-білий. Блиск скляний. Прозорий до напівпрозорого.

## Поширення
Уперше знайдений у Юґаварі (Центр. Японія). Асоціює з цеолітами, шабазитом, ломонтитом, вапракітом та кальцитом. Встановлений в слабкометаморфізованих туфах Танзова-Маунтін-Ленд (Центр. Японія), в районі Хейнаберс (Ісландія), поблизу Озіло, о. Сардинія (Італія), Гот-Спрінгс, шт. Аляска (США).